# Utta Danella – Wenn Träume fliegen
Utta Danella – Wenn Träume fliegen ist eine deutsche Komödie aus dem Jahr 2008. Die Verfilmung geht zurück auf Utta Danellas Roman Der Maulbeerbaum und ist die 14. Folge der Filmreihe.

## Handlung
Juliane und Sarah sind als Schwestern unzertrennlich, seit Sarah als Kind schwer krank war und fast gestorben ist. Juliane war immer die vernünftigere der beiden und ist gerne die große Schwester mit Beschützerinstinkt. Sie arbeitet bei ihrer Mutter im Stoffladen im kleinen Ort Mittenwald. Eines Tages taucht der attraktive Philipp auf, Juliane ist hin und weg. Was sie in dem Moment aber noch nicht weiß, ist, dass er der neue Chef des Buchladens ist, wo Sarah arbeitet, die schon seit längerem mit Lukas verlobt ist. Als er dann das erste Mal vor Sarah steht, ist sie wie vom Blitz getroffen. Ihre Mutter Lotte findet Philipp auch sehr attraktiv und wäre froh, wenn Juliane auch einen Mann hätte. Deshalb lädt sie ihn zu einer Weinverkostung auf ihr Gut ein. Lukas plant Sarah an diesem Anlass einen Heiratsantrag vor allen Leuten zu machen, was prompt schiefläuft, weil Sarah sich wegen Philipp plötzlich nicht mehr sicher ist. Philipp gibt ihr aber klar zu verstehen, dass er sie als kompetente Mitarbeiterin sehr schätzt, aber nie eine Beziehung mit einer Angestellten eingehen würde.
Als Juliane und Philipp einen gemeinsamen Ausflug machen kommen sie sich näher und schlafen miteinander. Später erfährt sie, dass sich Sarah auch in Philipp verliebt hat und will ihr zuliebe zurückstehen. Was sie aber nicht weiß, ist das Philipp nichts von Sarah wissen will. Als Sarah erfährt, dass Juliane und Philipp miteinander geschlafen haben behauptet sie, Philipp habe auch mit ihr geschlafen, um ihrer Schwester weh zu tun. Juliane konfrontiert Philipp damit, er sagt ihr klipp und klar, dass dies nicht wahr ist, sie glaubt aber ihrer Schwester mehr als ihm. Sarah kündigt daraufhin ihre Stelle im Buchladen, als Philipp sie fragt weshalb, sagt sie, weil sie mit ihm zusammen sein will, und das gehe nur, wenn sie nicht mehr zusammen arbeiten. Auf die Sache mit ihm die sie gegenüber Juliane gesagt hat, behauptet sie nun, Juliane habe dies alles nur erfunden um ihr zu schaden. Philipp rückt ihr daraufhin den Kopf zurecht, was aber nichts zu nützen scheint. Mutter Lotte redet auf Juliane ein und will, dass sie zugunsten von Sarah auf Philipp verzichtet.
Sarah flüchtet in ihrer ausweglosen Situation an ihren Lieblingsplatz in die Berge. Dort ruft sie Lukas an und entschuldigt sich für alles. Lukas hat Angst, dass sie sich etwas antut und holt Hilfe bei Juliane und Philipp. Juliane hat einen Verdacht, wo sie sein könnte und sie machen sich auf die Suche. Sarah ist in der Zwischenzeit ausgerutscht und über einen Hang abgestürzt, wo sie bewusstlos liegen bleibt. Dank einem Schlüsselanhänger, den sie verloren hat, finden sie sie und bringen sie ins Krankenhaus. Juliane beendet daraufhin ihre Beziehung zu Philipp, weil sie nicht will, dass ihre Schwester deswegen unglücklich ist. Nachdem Sarah aus dem Krankenhaus entlassen wurde, geht sie zuerst zu ihrer Schwester um sich zu entschuldigen und ihr klarzumachen, dass sie nichts mehr von Philipp will, sondern zu Lukas zurückkehrt. Juliane geht daraufhin unter einem Vorwand zu Philipp, der sich nicht mehr sicher ist, ob er in Mittenwald bleiben soll. Doch Juliane kann ihn davon überzeugen, indem sie ihm sagt, dass sie nun doch mit ihm zusammen sein will.

## Produktion
Wenn Träume fliegen wurde vom 6. Juni bis zum 6. Juli 2007 an Schauplätzen in Mittenwald und Umgebung gedreht. Produziert wurde der Film von der Bavaria Fiction GmbH.
Die Erstausstrahlung am 22. Februar im Ersten verfolgten 5,23 Millionen Zuschauer, was einem Marktanteil von 16,9 % entspricht.

## Kritiken
TV Spielfilm meint nur: „Kein Höhenflug im Trivialitätenkabinett“ und zeigte mit dem Daumen nach unten.
Filmdienst urteilte wie folgt: „Die vertraute Beziehung zweier Schwestern wird auf eine harte Probe gestellt, als ein charmanter Mann auftaucht, in den sich beide verlieben. Liebes- und Eifersuchtsdrama nach stereotypem (Fernsehserien-)Strickmuster.“